# Emili Pérez
Emili Pérez (ur. 3 października 1966 w Les Escaldes) – andorski kolarz, olimpijczyk. Brał udział w igrzyskach w roku 1988 (Seul) i 1992 (Barcelona). Nie zdobył żadnych medali. Starszy brat Xaviera Péreza, również kolarza.

## Letnie Igrzyska Olimpijskie 1988 w Seulu
| Konkurencja                | Czas    | Miejsce |
| -------------------------- | ------- | ------- |
| Wyścig ze startu wspólnego | 4-32:45 | 9.      |

## Letnie Igrzyska Olimpijskie 1992 w Barcelonie
| Konkurencja                | Czas    | Miejsce |
| -------------------------- | ------- | ------- |
| Wyścig ze startu wspólnego | 4-58:25 | 82.     |